# Karboran

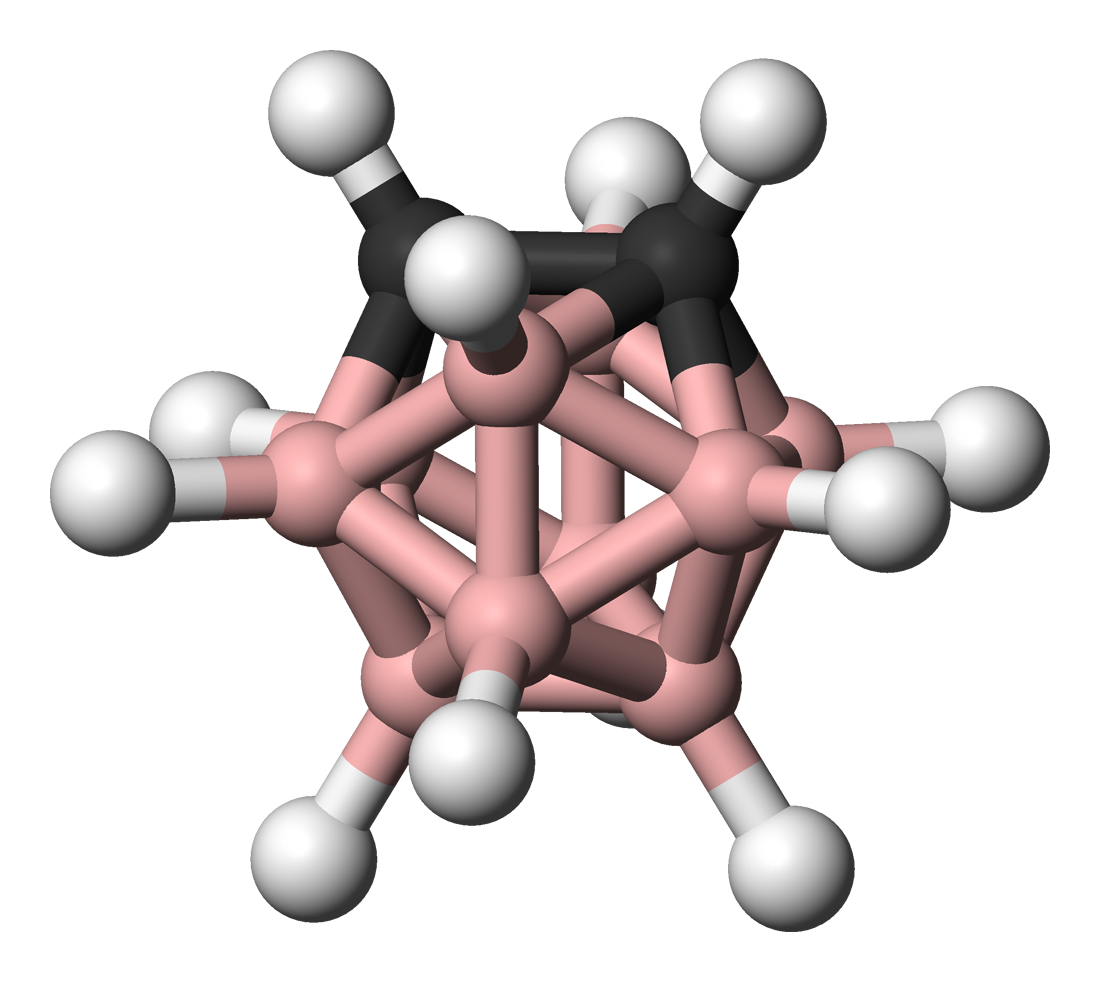
En tredimensionell återgivning av en molekyl orto-karboran.

Karboraner är föreningar av grundämnena bor, kol och väte. Några vanliga karboraner är de tre föreningarna orto-, meta- och para-karboran, som alla har formeln C2B10H12. Karboransyra är en klorerad karboran.